# Ijselské moře
Ijselské moře (nizozemsky IJsselmeer [ɛisəlˈmeːr]IPA) je největší nizozemské jezero s celkovou plochou 1100 km², které vzniklo přehrazením mořského zálivu Zuiderzee hrází Afsluitdijk v roce 1932 v rámci rozsáhlého vodohospodářského projektu Zuiderzeewerken. Jeho největší hloubka je 5,5 m u městečka Urk.
Ijselské moře ohraničuje hráz Afsluitdijk, pobřeží Fríska mezi Makkum a Lemmer, západní hráz Noordoostpolderu, Ketelbrug, severozápadní hráz Flevopolderu, zdymadla Houtrib, hráz z Lelystadu do Enkhuizenu a pobřeží Severního Holandska (včetně polderu Wieringermeer) z Enkhuizenu do Den Oever, kde začíná Afsluitdijk. Plocha jezera IJsselmeer je oproti původnímu mořskému zálivu Zuiderzee snížená o rozlohu polderů Flevopolder, Noordoostpolder a Wieringermeer. Hráz mezi Enkhuizenem a Lelystaden byla dokončena v roce 1976. Do té doby bylo jezero Markermeer součástí IJsselmeer, prostor Markermeer měl být odvodněn a měl zde vzniknout polder Markerwaard, ale nakonec nebyl realizován. V současnosti plní jezero především rekreační a ekologické funkce, bylo vyhlášeno ramsarským mokřadem. Zároveň je využíváno pro vodní dopravu.

## Ústí vodních toků
- Rýn
  - přes Utrechtský Vecht, IJmeer a Markermeer
  - přes IJssel a Ketelmeer
- Vechte přes Zwarte Meer a Ketelmeer
- Eem přes Eemmeer, Gooimeer, IJmeer a Markermeer
- Hierdense Beek přes Veluwemeer, Drontermeer a Ketelmeer
- Amstel přes IJ, IJmeer a Markermeer

## Okrajová jezera
Mezi polderem Flevopolder a původním pobřežím Zuiderzee byl zachován souvislý pás tzv. okrajových jezer (nizozemsky Randmeer). Ta jsou propojena jak s jezerem IJsselmmer, tak i Markermeer. Význam okrajových jezer spočívá v tom, že oddělují vodní režim na nově vzniklých poldrech od vodního režimu okolní pevniny nizozemského pobřeží.
- IJmeer
- Gooimeer
- Eemmeer
- Nijkerkernauw
- Veluwerandmeren
- Nuldernauw
- Wolderwijd
- Veluwemeer
- Drontermeer
- Vossemeer
- Ketelmeer
- Zwarte Meer

## Pobřežní města
- Makkum
- Piaam
- Gaast
- Hindeloopen
- Stavoren
- Laaxum
- Mirns
- Lemmer
- Urk
- Lelystad
- Enkhuizen
- Andijk
- Wervershoof
- Onderdijk
- Mdemblik
- Den Oever

## Fotogalerie

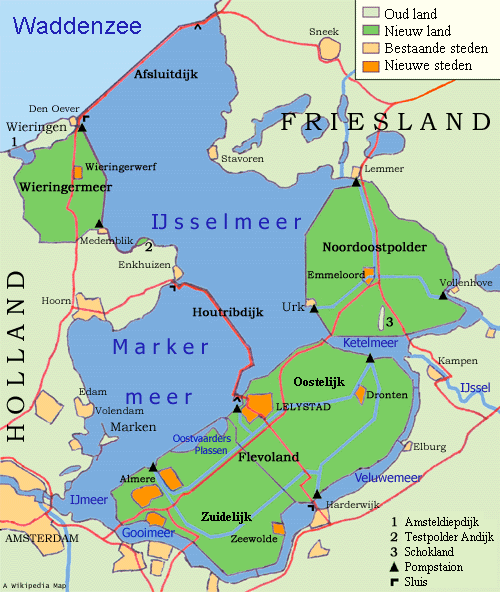
mapka polderů a hrází projektu Zuiderzeewerken
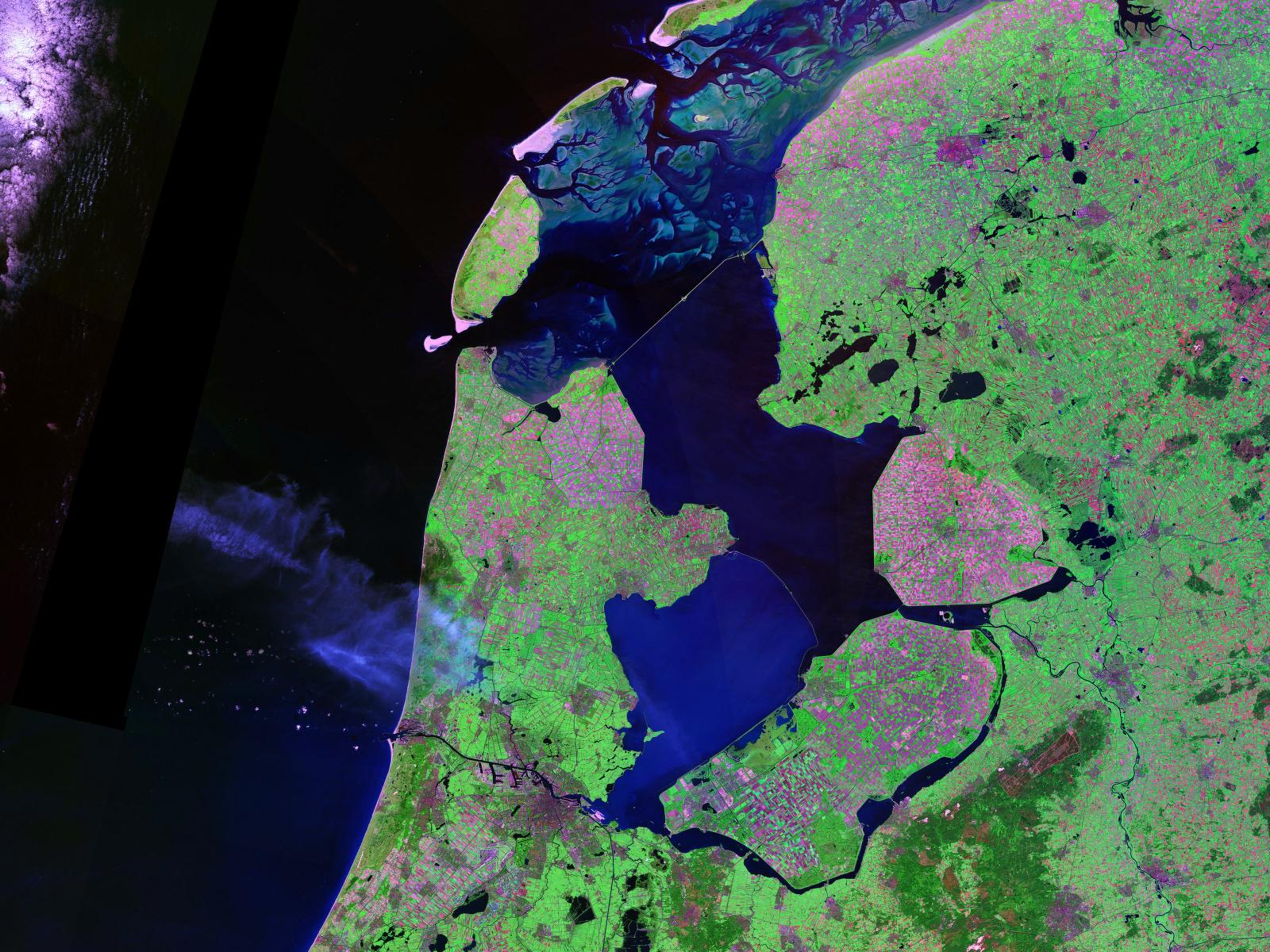
Satelitní snímek severního Nizozemska
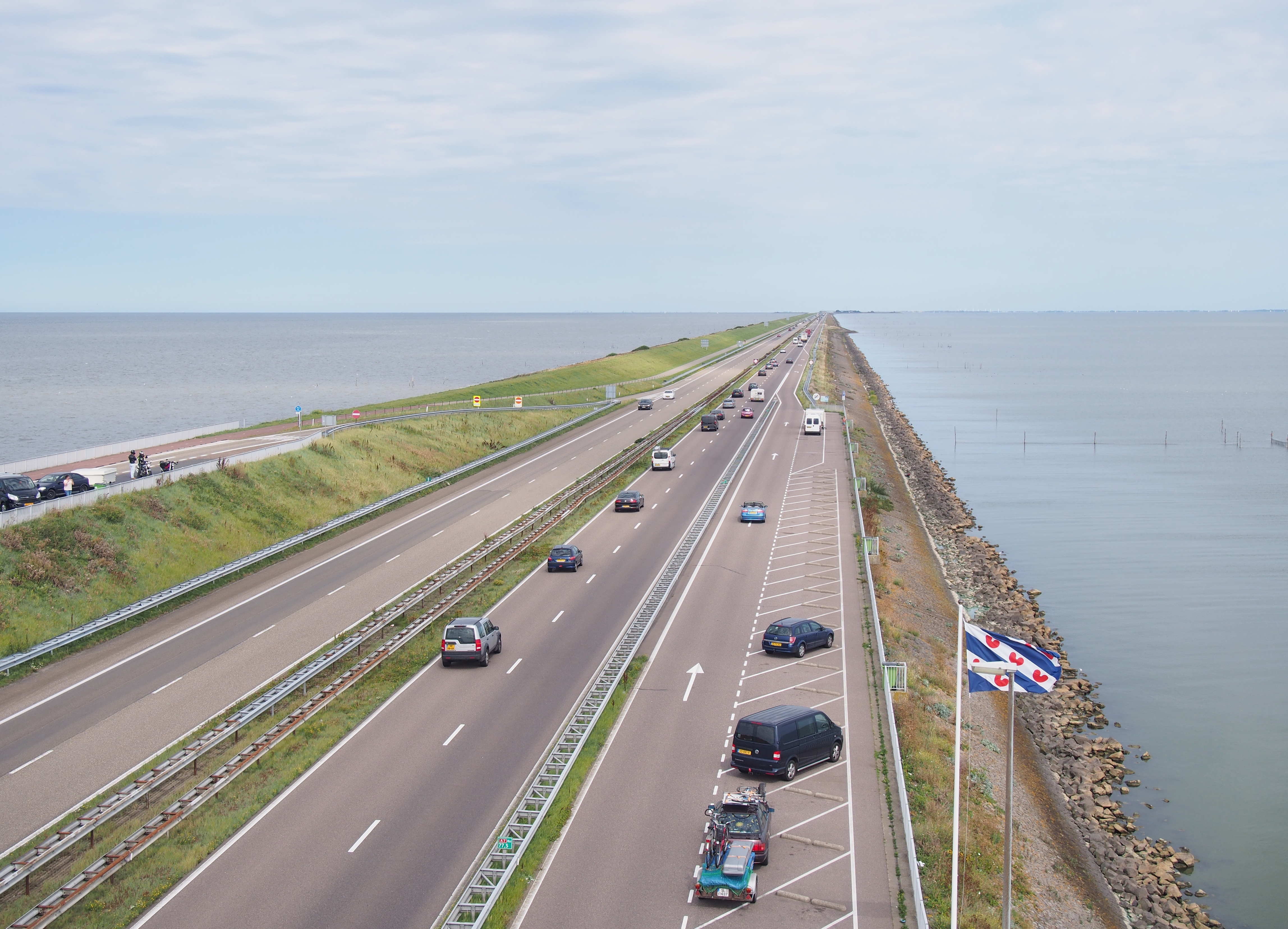
hráz Afsluitdijk oddělující IJsselmeer a Waddenzee
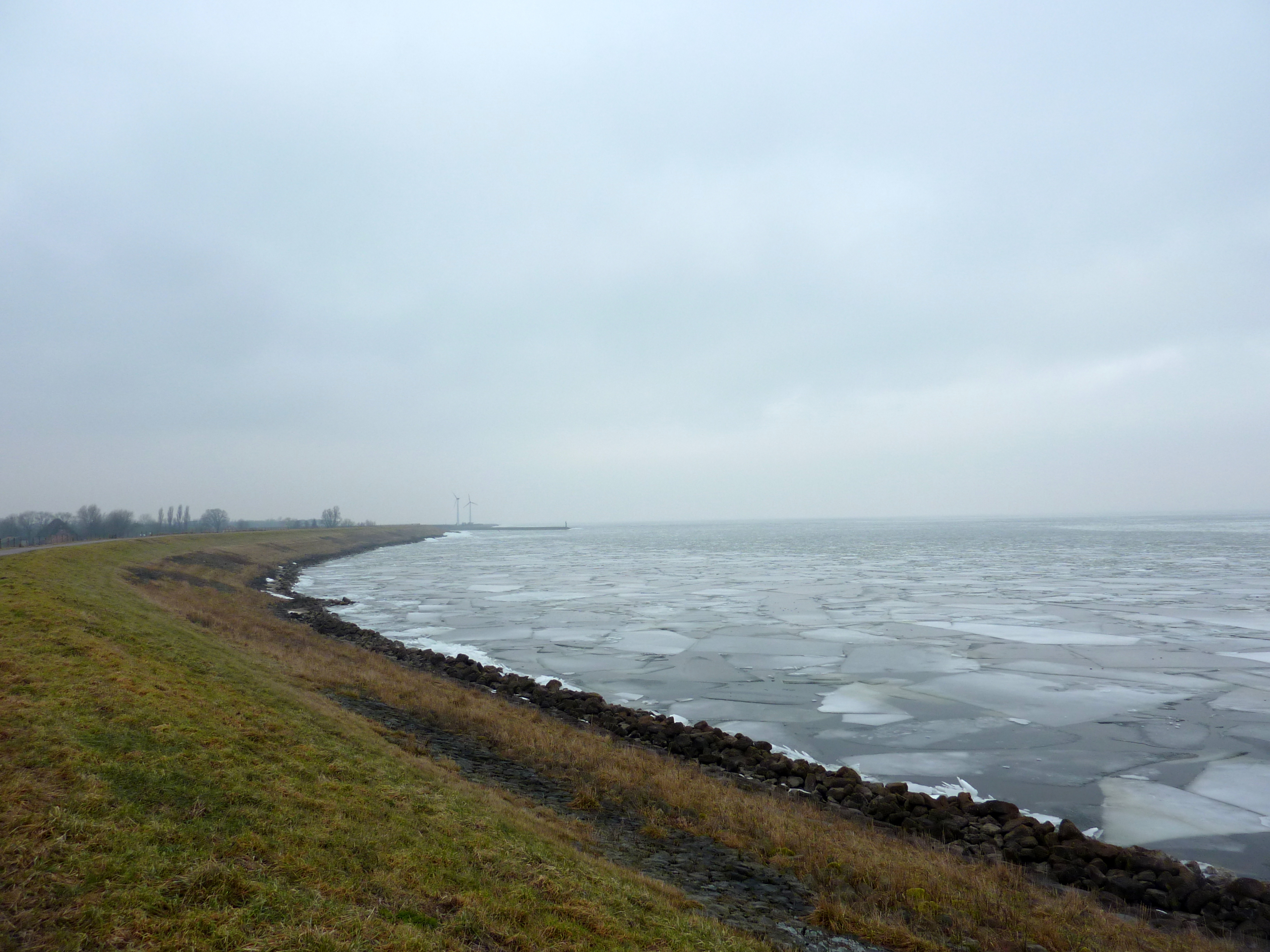
jezero během zimy